# Bec de tisora africà
El bec de tisora africà (Rynchops flavirostris) és un ocell marí de la família dels rincòpids (Rynchopidae) que altres autors consideren part dels làrids (Laridae).

## Descripció
- Fa uns 38 cm de llargària, amb les ales molt llargues.
- Per sobre, incloent el capell, de color negre. Front i resta del cos blanc.
- Bec llarg de color taronja am la punta groga i l'aspecte característic del gènere Rynchops, amb la mandíbula inferior més llarga que la superior.
- La cua una mica bifurcada és blanca i les potes vermell brillant.

## Hàbitat i distribució
Viu en costes o aigües interiors de l'Àfrica subsahariana i la Vall del Nil fins a Egipte.